# Олена Кепринська
Олена Кепринська (іноді Капринська, Кепринськайте; біл. Алена Цэпрынская (Цапрынская); пол. Helena Cepryńska; лит. Alena (Elena) Ceprinskaitė; близько 1880, Слуцький район, Мінська губернія — 1930) — білоруська та литовська письменниця, поетеса, драматургиня, публіцистка. Писала польською, білоруською та литовською мовами.

## Біографія
Олена народилася в сім’ї дрібного шляхтича у Слуцьку у 1880 році. Ймовірно, у 1911 — 1918 роках він жив у Вільнюсі. У 1913 році працював у редакції польськомовної газети «Lud». Активно співпрацював з журналом «Litwa». Вона друкувала білоруські вірші у «Нашій ниві», потім литовською мовою у «Rygos Garsas», який виходив у місті Рига.
Після Першої світової війни співпрацювала з білоруською пресою у Вільнюсі. Вона вважала себе білоруською патріоткою і подругою литовської справи. У литовській пресі в США — у газеті «Draugas» — Олена Кепринськайте (Кепринська) була наведена як успішний приклад литовської польськомовної білоруски.
Точний рік її смерті невідомий (вважається, що вона померла в 1930 році), зрештою, як і все інше.

## Творчість
Загальновідома як поетеса, творчиня «віршованої публіцистики» та казок.
Друкувалась у Мінську, Вільнюсі, Львові, Ризі та Варшаві. Вірші присвячені історичній пам’яті про Литву. Спочатку вона писала польською мовою. Дебютувала у 1907 році зі збіркою «Poezje». Також 1907 року вона дебютувала з білоруською мовою з перекладом поеми Максима Горького «Пісня вартового».
Починаючи з 1910 року, вона почала писати литовською мовою — вона публікувала свої вірші та прозові твори у газетах «Rygos Garsas» і «Draugas».
У 1920-х роках, Олена Кепринська друкувалась в журналі «Авадзень», і в газетах «Селянська нива», «Krynica», «Bielaruskaja krynica» під псевдонімом Олена.